# Jorge Cadaval Pérez
Jorge Cadaval Pérez (8 d'octubre de 1960) és un humorista espanyol, membre del duo Los Morancos.

## Biografia
Fill de Juan Cadaval López (representant en les gires d'Antonio Machín) i de María Pérez Montané, té quatre germans: Juan, Carlos, César, Maite, a més de Diego, mort el 2011.
La seva carrera artística està vinculada a la del seu germà César, des que van decidir formar el duo còmic Los Morancos. Després de recórrer els pobles d'Andalusia, van aconseguir la popularitat a través de televisió des de mitjan anys vuitanta. Especial repercussió van tenir les seves paròdies que pretenien reflectir, des d'una visió humorística, una la realitat social de les classes més desfavorides de la seva Andalusia natal. Es van fer especialment populars personatges interpretats per Cadaval com l'àvia permanentment endolada Omaíta o l'obrer gandul Paco, amb altres personatges recreats pel seu germà César.
Van començar realitzant actuacions populars per Andalusia. Apareixen per primera vegada en televisió al programa Un, dos, tres... del 17 de febrer de 1984 dedicat a "Las revistas del corazón", com a secundaris en un esquetx protagonitzat per Analía Gade i Forges, sense aparèixer en els crèdits, per la qual cosa el seu definitiu salt a la fama no es va produir fins a uns mesos més tard, en la gala de la nit de cap d'any de Televisió Espanyola (TVE), Viva 85, on feien una paròdia de flamenc en anglès que els va servir d'impuls nacional.
Es van fer fixos en el concurs televisiu Un, dos, tres... responda otra vez l'any 1985. Les seves caricatures de personatges famosos se sumen a les que elaboren de la seva pròpia collita i que es fan famoses en poc temps. El 1989 i 1990 van passar pel programa d'entreteniment Pero... ¿esto qué es?,on van participar com a humoristes parodiant a personatges famosos amb una durada de deu a quinze minuts aproximadament.
El 1992 es van aventurar amb el cinema i van realitzar la pel·lícula Sevilla Connection turvina's, on van participar també com a guionistes. El 1993 van signar un contracte amb TVE per realitzar alguns programes i especials que sempre han tingut gran èxit d'audiència. Les seves actuacions en teatres també són nombroses. A les festes de Nadal entre els anys 1999 i 2000 van realitzar diverses actuacions en el Teatre Imperial de Sevilla.
Als seus programes, també han realitzat entrevistes a personatges famosos, alguns ja imitats per ells. A tot això, cal afegir la seva col·laboració en programes de ràdio com Protagonistas de Luis del Olmo, en el programa del qual imitaven freqüentment al presentador. En aquest programa també parodiaven als seus més famosos personatges, Antonia i Omaíta, però amb prou feines van tenir un èxit reconegut. La paròdia d'Antonia i Omaíta va veure el seu cim en la sèrie El Retorno de Omaíta a Televisió Espanyola, on van debutar nous personatges dirigits al públic infantil com Kiki (Santiago de los Reyes), Juanillo (Nicolás López) i Saray (Azahara María Urbano).
Els seus programes setmanals sempre van estar en un horari de màxima audiència i es van convertir en familiars, repetitius i quotidians en les televisions d'Espanya. La seva versió de la cançó de la banda moldava O-Zone "Dragostea din tei", a la qual van anomenar "Marica tú" es va fer famosa en molts països de l'Amèrica Llatina, en particular a Colòmbia, Mèxic, Perú, Argentina, Puerto Rico, Cuba i Xile. La lletra reivindicativa i la contagiosa tonada "Fiesta, fiesta, y pluma, pluma gay" van fer de la versió una espècie d'himne gai internacional.
El 2010 César Cadaval va participar en una xirigota en el Carnestoltes de Cadis anomenada "Los Pre-paraos" que va arriba a les semifinals. Col·laboren esporàdicament al programa de ràdio Así son las mañanas d'Ernesto Sáenz de Buruaga. Presenten ¡Qué buen puntito! al Canal Sur. Jorge Cadaval va concursar al programa Tu cara me sona i va quedar tercer finalista amb la seva imitació d'Isabel Pantoja.